# Церковь Усекновения Главы Иоанна Предтечи (Суздаль)
Церковь Усекновения Главы Иоанна Предтечи — православный храм в центральной части Суздаля, построенный в 1720 году. Расположен немного южнее Торговой площади у оборонительных укреплений Кремля.

## История
Предтеченская церковь в описи Суздаля 1617 года описана таким образом: «за городомъ въ остроге у торгу на площади… церковь всемилостиваго Спаса нерукотвореннаго образа древяна вверхъ, церковь Усекновения главы Иоанна Предтечи клецкой».
Построена почти одновременно с Никольской церковью в Кремле, но, несмотря на одинаковую трёхчастно-осевую композицию, заметно отличается от своей ровесницы лаконичностью декора. Лопатки на углах основного объёма-четверика имитируют обшитые тёсом концы брёвен сруба, напоминая о рубленых храмах XVII века. Лишённые карнизов фасады украшены лишь оконными наличниками и небольшим порталом. Четырёхскатная крыша церкви увенчана небольшой луковичной главкой на тонком барабане, а над порталом возведена невысокая шатровая колокольня с оконцами-слухами. Четверик колокольни поставлен вровень с мощным четвериком основного объёма, форма которого скрадывает массивность колокольни.

## Прочие сведения
Согласно «Историческому собранию о Богоспасаемом граде Суздале…» священника Анании Фёдорова, в полуденной стене, под спудом покоятся мощи блаженного Трофима Суздальского, юродивого, жившего во времена Ивана Грозного.
Церковь можно увидеть в снимавшемся в Суздале фильме «Женитьба Бальзаминова».